# Poço das Trincheiras
Poço das Trincheiras est une municipalité brésilienne dans l'État de l'Alagoas.